# Apple A11 Bionic
Apple A10 Fusion Apple A12 Bionic
L'Apple A11 Bionic est un système sur puce (SoC) créé par Apple et basé sur une architecture de processeur 64 bits ARM. Il est apparu pour la première fois dans l'iPhone 8, l'iPhone 8 Plus et l’iPhone X, présentés le 12 septembre 2017. L'Apple A11 Bionic dispose de deux cœurs hautes performances 25 % plus puissants par rapport à son prédécesseur l'Apple A10 Fusion, et quatre cœurs basse consommation qui sont 70 % plus puissants que les deux cœurs basse consommation de l'Apple A10 Fusion.

## Produits équipés d'un Apple A11 Bionic
- iPhone 8 et 8 Plus
- iPhone X

## Design
L'A11 est doté d'un processeur ARMv8-A 64 bits à six cœurs conçu par Apple, avec deux cœurs hautes performances à 2,39 GHz, appelé Monsoon, et quatre cœurs à haute efficience énergétique, appelés Mistral,. Les cœurs Monsoon sont une conception superscalaire à décodage désordonné de largeur 7, tandis que les cœurs Mistral sont une conception superscalaire à décodage désordonné de largeur 3. Les cœurs Mistral sont basés sur les cœurs Swift d'Apple de l'Apple A6.  L'A11 utilise un nouveau contrôleur de performances de deuxième génération, qui permet à l'A11 d'utiliser les six cœurs simultanément,  contrairement à son prédécesseur l' A10 .
L'A11 intègre également une unité de traitement graphique (GPU) à trois cœurs conçue par Apple avec des performances graphiques 30 % plus rapides que l'A10.  Le coprocesseur de mouvement M11 est intégré à l'A11. L'A11 comprend un nouveau processeur d'image qui prend en charge les fonctions de traitement d'images telles que l'estimation de l'éclairage, la capture d’un large panel de couleurs et le traitement avancé des pixels.
L'A11 est fabriqué par TSMC en utilisant le procédé FinFET de 10 nm et contient 4,3 milliards de transistors sur une matrice 87,66 mm 2 de taille, 30 % plus petit que l'A10. Il est fabriqué dans un package sur package (PoP) avec 2 Go de mémoire LPDDR4X dans l' iPhone 8 et 3 Go de mémoire LPDDR4X dans l' iPhone 8 Plus et l'iPhone X.,
L'A11 prend en charge l’encodage et décodage vidéo HEVC et H.264 . Il prend également en charge le décodage des codecs MPEG-4 Part 2 et Motion JPEG.
| SoC                                | A11 (10 nm) |
| ---------------------------------- | ----------- |
| Total des matrices                 | 87,66       |
| Gros Cœurs                         | 2,68        |
| Petit Cœur                         | 0,53        |
| CPU Complexe (y compris les cœurs) | 14.48       |
| Cœur du GPU                        | 4.43        |
| Total du GPU                       | 15.28       |
| Processeur réseau                  | 1,83        |

### Neural Engine
L'A11 intègre également un réseau neuronal dédié, appelé « Neural Engine » par Apple. Ce réseau neuronal peut effectuer jusqu'à 600 milliards d'opérations par seconde et est utilisé pour Face ID, Animoji et d'autres tâches d'apprentissage automatique.  
Le Neural Engine permet à Apple de mettre en œuvre le réseau neuronal et l'apprentissage automatique de manière plus économe en énergie qu'avec le processeur principal ou le GPU,. En dépit de cela, les applications tierces ne peuvent pas utiliser le Neural Engine, ce qui laisse des performances de raisonnement neuronal similaires à celles des anciens iPhones.
Bloomberg affirme que le moteur neuronal est le fruit des efforts d'Apple pour améliorer son équipe d'IA. Depuis leur rapport datant de 2015 à propos du culte du secret chez Apple a rendu difficile l'attraction de scientifiques de recherche en IA. Apple a depuis recruté des personnes et de nombreuses entreprises travaillant sur l'IA et a publié des articles liés à la recherche en IA. En octobre 2016, Apple a embauché Russ Salakhutdinov comme directeur de la recherche en IA.